# Major histocompatibility complex, class I-related
 (mars 2022).
La mise en forme du texte ne suit pas les recommandations de Wikipédia : il faut le « wikifier ».
Les points d'amélioration suivants sont les cas les plus fréquents. Le détail des points à revoir est peut-être précisé sur la page de discussion.
- Les titres sont pré-formatés par le logiciel. Ils ne sont ni en capitales, ni en gras.
- Le texte ne doit pas être écrit en capitales (les noms de famille non plus), ni en gras, ni en italique, ni en « petit »…
- Le gras n'est utilisé que pour surligner le titre de l'article dans l'introduction, une seule fois.
- L'italique est rarement utilisé : mots en langue étrangère, titres d'œuvres, noms de bateaux, etc.
- Les citations ne sont pas en italique mais en corps de texte normal. Elles sont entourées par des guillemets français : « et ».
- Les listes à puces sont à éviter, des paragraphes rédigés étant largement préférés. Les tableaux sont à réserver à la présentation de données structurées (résultats, etc.).
- Les appels de note de bas de page (petits chiffres en exposant, introduits par l'outil «  Source ») sont à placer entre la fin de phrase et le point final[comme ça].
- Les liens internes (vers d'autres articles de Wikipédia) sont à choisir avec parcimonie. Créez des liens vers des articles approfondissant le sujet. Les termes génériques sans rapport avec le sujet sont à éviter, ainsi que les répétitions de liens vers un même terme.
- Les liens externes sont à placer uniquement dans une section « Liens externes », à la fin de l'article. Ces liens sont à choisir avec parcimonie suivant les règles définies. Si un lien sert de source à l'article, son insertion dans le texte est à faire par les notes de bas de page.
- La présentation des références doit suivre les conventions bibliographiques. Il est recommandé d'utiliser les modèles {{Ouvrage}}, {{Chapitre}}, {{Article}}, {{Lien web}} et/ou {{Bibliographie}}. Le mode d'édition visuel peut mettre en forme automatiquement les références.
- Insérer une infobox (cadre d'informations à droite) n'est pas obligatoire pour parachever la mise en page.

Pour une aide détaillée, merci de consulter Aide:Wikification.
Si vous pensez que ces points ont été résolus, vous pouvez retirer ce bandeau et améliorer la mise en forme d'un autre article.
Major histocompatibility complex, class I-related (« relié au complexe majeur d'histocompatibilité de classe I », CMH-I) est le nom donné à une protéine (MR1) et au gène qui la code (MR1). MR1 est une protéine non classique du CMH-I, qui se lie aux métabolites vitaminiques (intermédiaires de la synthèse de la riboflavine) produits par certains types de bactéries. Elle interagit avec les lymphocytes T invariants associés aux muqueuses (MAIT),.

## Emplacement du gène
Chez l'homme, le gène MR1 est situé sur le chromosome 1,. Les gènes non classiques du CMH de classe I sont majoritairement regroupés sur un même chromosome (chromosome 6 chez la souris, chromosome 17 chez l'homme) et répartis au sein des mêmes loci que les gènes du CMH classique. MR1 est situé sur un autre chromosome, l'analyse détaillée du gène a révélé que MR1 est un paralogue provenant de la duplication du locus du CMH sur le chromosome 6 (souris). Ce gène fonctionnel a été trouvé chez la grande majorité des mammifères, suggérant l'importance de MR1 dans ce règne et sa duplication précoce dans l'évolution des vertébrés.

## Structure
MR1, comme les autres molécules du CMH de classe I, est composé des domaines α1, α2 et α3. α1 et α2 interagissent ensemble et forment la poche de liaison à l'antigène. Celle-ci est petite et contient des acides aminés aromatiques et basiques. Cette petite taille restreint la liaison à de petites molécules de taille modeste comparé au peptides classiquement présenté par le CMH. Le domaine α3 interagit avec la β2 microglobuline, cette interaction associé à la liaison de l'antigène stabilisent la protéine.
Plusieurs isoformes différentes de MR1 ont été identifiées. De nombreuses protéines identifiées ont un codon de STOP prématuré qui génère des protéines non fonctionnelles. L'isoforme MR1B n'a pas le domaine α3 et est exprimé à la surface des cellules indépendamment de la microglobuline β2. Certaines bactéries sont capables de cibler des microglobulines β2 spécifiques qui permettent la présentation du CMH I. Cela pourrait être un mécanisme utilisé pour éviter l'évasion immunitaire bactérienne lors d'infections bactériennes.

## Présentation de l'antigène
La protéine MR1 est capable de se lier à des molécules issues de la biosynthèse bactérienne de la riboflavine, puis de les présenter au MAIT déclenchant leur activation.
Le corps humain ne peut pas synthétiser la plupart des vitamines, ainsi la présence d'intermédiaires de synthèse de la riboflavine est un marqueur du non-soi. A l'inverse la plupart des bactéries sont capables de cette synthese,.
MR1 est presque indétectable dans des conditions physiologiques, l'expression de surface augmente dans les cellules infectées grâce à la stabilisation du complex MR1-antigen. Le premier ligand MR1 découvert était la 6-formyl ptérine (6-FP).